# توراتزا کوسته
توراتزا کوسته (به ایتالیایی: Torrazza Coste) یک کومونه در ایتالیا است که در استان پاویا واقع شده‌است. توراتزا کوسته ۱۶٫۱ کیلومتر مربع مساحت و ۱٬۵۱۶ نفر جمعیت دارد و ۱۵۹ متر بالاتر از سطح دریا واقع شده‌است.